# Лютиковидна съсънка
Лютиковидната съсънка (Anemone ranunculoides), известна още като жълто анемоне, жълто горско анемоне и пеперудено анемоне, е вид тревисто многогодишно растение, което расте в горите в по-голямата част от континентална Европа и по-рядко в средиземноморския регион. Понякога се среща като разнесено извън градините растение.
Растението е включено и в списъка на лечебните растения съгласно Закона за лечебните растения.

## Етимология
- лютиковидна съсънка – името идва от жълтите цветчета, приличащи на цвета на лютиче.[4]
- жълто горско анемоне – заради жълтия си цвят и горско местообитание

## Описание
Лютиковидната съсънка е тревисто растение, което отмира обратно към кореноподобните си коренища до средата на лятото. Корените се разпространяват точно под земната повърхност и се размножават бързо, допринасяйки за бързото му разпространение в горски условия. Цветето е с диаметър около 1,5 сантиметра (0,59 инча), с от пет до осем сегмента, подобни на венчелистчета (всъщност чашелистчета) с наситено жълто оцветяване. Цъфти между март и май в Северното полукълбо.

## Култивация
Растението се отглежда широко като градинско растение, особено в алпинеума и любителите на алпийската градина. Наградено е с награда за градински заслуги (Award of Garden Merit) от Кралското градинарско общество. Двуцветната форма „Pleniflora“ (понякога изброена като „Flore Pleno“) също е получател на наградата.
Anemone ranunculoides ‘Frank Waley’ се характеризира с по-голям растеж, по-здрав сорт, понякога се предлага като миниатюрният подвид A. ranunculoides subsp. wockeana и селекция, известна като A. ranunculoides 'Laciniata', с фино разделени листа.

### Подобни видове
Горското анемоне е подобно на A. ranunculoides, но има малко по-големи цветове (обикновено бели, но те могат да бъдат розови или люлякови, често с по-тъмен нюанс на гърба на венчелистчетата).

### Хибриди
Anemone × lipiensis е хибрид между жълто цъфтящата лютиковидна съсънка (Anemone ranunculoides) и бяла съсънка (Anemone nemorosa) и има бледожълти цветя; често се среща там, където двата вида родители растат близо един до друг. A. × lipiensis 'Pallida' е най-известният резултат от тази кръстоска.